# ماساکو کوندو
ماساکو کوندو (انگلیسی: Masako Kondo؛ زادهٔ ۱ ژانویهٔ ۱۹۴۱) بازیکن والیبال اهل ژاپن است.